# Квиог (Њујорк)
Квиог (енгл. Quiogue) насељено је место без административног статуса у америчкој савезној држави Њујорк.

## Демографија
По попису из 2010. године број становника је 816, што је 16 (2,0%) становника више него 2000. године.
| Група             | 2000.       | 2010.       |
| Белци             | 548 (68,5%) | 541 (66,3%) |
| Афроамериканци    | 88 (11,0%)  | 67 (8,2%)   |
| Азијати           | 15 (1,9%)   | 17 (2,1%)   |
| Хиспаноамериканци | 115 (14,4%) | 155 (19,0%) |
| Укупно            | 800         | 816         |